# Pieni Rautjärvi (sjö i Parikkala, Södra Karelen, 61,65 N, 29,79 Ö)
Pieni Rautjärvi är en sjö i kommunen Parikkala i landskapet Södra Karelen i Finland. Arean är 38 hektar och strandlinjen är 3,58 kilometer lång. Sjön  ingår i Hiitolanjokis huvudavrinningsområde.   Den ligger omkring 110 kilometer nordöst om Villmanstrand och omkring 310 kilometer nordöst om Helsingfors. 